# Dichochrysa maghrebina
Dichochrysa maghrebina is een insect uit de familie van de gaasvliegen (Chrysopidae), die tot de orde netvleugeligen (Neuroptera) behoort. 
Dichochrysa maghrebina is voor het eerst wetenschappelijk beschreven door Hölzel & Ohm in 1984.